# Lehota pod Vtáčnikom
Lehota pod Vtáčnikom és un poble i municipi d'Eslovàquia que es troba a la regió de Trenčín. La primera menció escrita de la vila es remunta al 1362.

## Demografia
| Godina             | 1994 | 2004   | 2014   | 2024   |
| ------------------ | ---- | ------ | ------ | ------ |
| Nombre de persones | 3695 | 3791   | 3922   | 3697   |
| Diferència         |      | +2,59% | +3,45% | −5,73% |

| Godina             | 2023 | 2024   |
| ------------------ | ---- | ------ |
| Nombre de persones | 3740 | 3697   |
| Diferència         |      | −1,14% |